# HMS Boyne (1766)
HMS Boyne (1766) — 70-пушечный линейный корабль 3 ранга Королевского флота, второй корабль, названный Boyne.
Заказан 13 мая 1758 года. Строился по уложению 1745 года с дополнениями от 1754. Спущен на воду 31 мая 1766 года на королевской верфи в Плимуте.
Участвовал в Американской революционной войне. Был при Мартинике, Сент-Люсии и Гренаде.
Отправлен на слом и разобран в 1783 году.